# Distretto di Gorongosa
Il distretto di Gorongosa è un distretto del Mozambico, facente parte della Provincia di Sofala.

## Suddivisioni amministrative
Il distretto è suddiviso in tre sottodistretti amministrativi (posti amministrativi):
- Gorongosa
- Nhamadzi
- Vanduzi